# Air Combat
Air Combat (Japans: エアーコンバット; Eā Konbatto), ook wel bekend als (Ace Combat;  エースコンバット; Ēsu Konbatto) is een actie- en simulatiespel ontwikkeld door Namco voor de PlayStation. Het spel werd op 30 juni 1995 uitgebracht in Japan.

## Gameplay
Air Combat kan beschouwd worden als een arcade-achtige vliegsimulator, vanwege de semi-realistische vliegeigenschappen en het aantal raketten wat een vliegtuig bij zich kan hebben. Het doel in het spel is om de vijandige vliegtuigen te vernietigen. De speler verdient hier geld mee, hiermee kan hij een extra vliegtuig kopen. Later in het spel kan de speler een extra persoon op zijn vliegtuig krijgen, die drie verschillende acties kan uitvoeren.

## Vliegtuigen
De volgende vliegtuigen zijn te vinden in het spel:
- McDonnell Douglas F-4E Phantom II
- Grumman F-14A Tomcat
- McDonnell Douglas F-15C Eagle
- Lockheed Martin F-16C Fighting Falcon
- McDonnell Douglas F/A-18C Hornet
- Lockheed F-117A Nighthawk
- Lockheed Martin/Boeing YF-22A Lightning II
- Northrop Grumman YF-23A Black Widow II
- Sukhoi Su-27M (Su-35) 'Flanker-E'
- Mikoyan MiG-29S Izdelyie 9-13S 'Fulcrum-C'
- Mikoyan MiG-31B 'Foxhound-A'
- Saab JAS-39A Gripen A
- Dassault Rafale C
- Panavia Tornado F.2
- Eurofighter Typhoon F.2
- Fairchild Republic A-10A Thunderbolt II

## Ontvangst
| Beoordeeld door      | Datum            | Score |
| -------------------- | ---------------- | ----- |
| GameFan Magazine     | september 1995   | 92%   |
| Game Players         | oktober 1995     | 84%   |
| IGN                  | 21 november 1996 | 70%   |
| Coming Soon Magazine | 15 april 1996    | 70%   |
| GamePro (USA)        | december 1995    | 70%   |
| All Game Guide       | 1998             | 60%   |
| Splitkick            | 22 februari 2012 | 50%   |